# اتحاد كاليدونيا الجديدة لكرة القدم
تأسس اتحاد كاليدونيا الجديدة لكرة القدم في عام 1928م وانضم إلى الإتحاد الدولي لكرة القدم في 2004م وإنضم إلى اتحاد أوقيانوسيا لكرة القدم في 1969م.

## روابط إضافية
- New Caledonia at the FIFA website.
- New Caledonia at the OFC website.